# Dicyphus constrictus
Espèce
Dicyphus constrictus est une espèce d'insectes du sous-ordre des hétéroptères (punaises).

## Liste des sous-espèces
Selon BioLib (24 janvier 2021) :
- sous-espèce Dicyphus constrictus constrictus (Boheman, 1852)
- sous-espèce Dicyphus constrictus eduardi Josifov & Simov, 2008